# Deux Nigauds et la momie
Pour plus de détails, voir Fiche technique et Distribution.
Deux Nigauds et la momie (titre original : Abbott and Costello Meet the Mummy) est une comédie horrifique américaine, en noir et blanc, réalisée par Charles Lamont et sortie en 1955. Ce film, de la série des Deux Nigauds, met en scène le duo comique Abbott et Costello. 
La fille de Lou Costello, Carole Costello, joue un petit rôle de bouquetière. Elle avait 16 ans à l'époque.

## Synopsis
Peter et Freddie (Abbott et Costello), deux amis américains, sont en Égypte et découvrent le Dr Gustav Zoomer assassiné. Ils découvrent aussi un médaillon qui les mène à une crypte où se trouve une momie ressuscitée, Klaris (Eddie Parker), qui sème la terreur…

## Fiche technique
- Titre : Deux Nigauds et la momie
- Titre original : Abbott and Costello Meet the Mummy
- Réalisation : Charles Lamont
- Scénario : Lee Loeb, John Grant
- Musique : Joseph Gershenson, plus des morceaux non crédités de Irving Gertz, Henry Mancini, Hans J. Salter et Lou Maury
- Directeur de la photographie : George Robinson
- Montage : Russell F. Schoengarth
- Direction artistique : Alexander Golitzen, Bill Newberry
- Décors : Russell A. Gausman, James M. Walters Sr.
- Costumes : Rosemary Odell
- Effets spéciaux : Clifford Stine
- Production : Howard Christie, Universal Pictures
- Pays de production :  États-Unis
- Genre : Comédie horrifique et fantastique
- Durée : 79 minutes
- Date de sortie :
  - États-Unis : 23 juin 1955
  - France : 22 mars 1956

## Distribution
- Bud Abbott : Peter Patterson
- Lou Costello : Freddie Franklin
- Marie Windsor : Madame Rontru
- Michael Ansara : Charlie
- Dan Seymour : Josef
- Richard Deacon : Semu
- Kurt Katch (en) : Dr. Gustav Zoomer
- Mel Welles : Iben
- George Khoury : Habid
- Eddie Parker (en) : Klaris, la Momie
- Mazzone-Abbott Dancers : La troupe de danse
- Peggy King (en) : une chanteuse
- Franklyn Farnum : le patron du café (non crédité)
- Carole Costello : La bouquetière

## Récompenses et distinctions

### Nominations
- Saturn Award 2009 :
  - Saturn Award de la meilleure collection DVD (au sein du coffret Abbott and Costello (Complete Universal Series Collection))